# Domininkas Velička
Domininkas Velička (* 2. November 1940 in Kaunas, Litauische SSR; † August 2022) war ein litauischer Önologe und ehemaliger Politiker.

## Leben
Nach dem Abitur 1958 an der Adomas-Mickevičius-Mittelschule in seiner Heimatstadt Kaunas absolvierte Velička von 1960 bis 1966 das Diplomstudium der Physik (die Fachrichtung der Spektroskopie) an der Vilniaus universitetas in der litauischen Hauptstadt Vilnius. Von 1966 bis 1977 arbeitete er im Forschungsinstitut „Termoizoliacija“. Von 1994 bis 2000 arbeitete er im Unternehmen „Bennet Distributors“. Von 2000 bis 2004 war er Mitglied im Seimas.
Für Tageszeitungen „Lietuvos rytas“, „Respublika“ und verschiedene Zeitschriften schrieb Velička als Önologe hunderte Artikel über Wein.
Mit Frau Vida Saulaitė hatte er die Töchtern Viktorija und Ugnė.